# 郭维德
郭维德（Robert Govett，1813年2月14日—1901年2月20日），英国19世纪著名的解经家。

## 生平
1813年2月14日，郭维德出生於英国米德塞克斯（Middlesex）郡的斯坦斯（Staines）。1837年，从牛津大學获得硕士学位後，他被按立為英国圣公会的祭司（priest）。 1844年，因坚信婴儿洗礼不合圣经，他辞去了圣公会的职位，开始以非宗派的名义在一个商用建筑里与基督徒聚集，吸引了大批国教信众的跟随 。 后来因人数不断增多，该团体于1854年改到在诺维奇（Norwich）新建成能容纳1500人的萨里教堂（Surrey Chapel）聚集，由郭维德继续担任牧师，直到他1901年離世为止。

## 得救与得奖赏的不同
郭維德查考圣经，认为千年國是給忠信信徒的獎賞，不是全体的信徒都可被提，只有得胜的、忠心的信徒才有分于千年國（部分被提說）。人雖然因信得救，但必須借着信心所活出的生活，在神面前得獎賞。著名基督教教师倪柝声说，郭维德弟兄“发现人固然是因信得救，但在神面前却是按着所行的得奖赏。得救是生命的问题，得赏乃是生活的问题……他告诉人两件事：第一，基督徒有从千年国里被革出的可能，故此信徒必须忠心，必须殷勤。第二，在大灾难前，不是全体的信徒都可被提，只有得胜的、忠心的信徒才有分”。

## 评价
被誉为“讲道王子”的英国著名布道家司布真（Spurgeon）曾说：“郭維德先生的寫作超前時代一百年, 終有一日, 其作品經大浪淘沙, 必發光如金。” 
美国富勒神学院（Fuller Seminary）创办人威尔伯·史密斯（Wilbur Smith）也极度推荐郭维德，说：“在同时代的作家中，无人比郭维德更认识圣经各卷书与启示录的关联。”
基督教会新国际字典(New International Dictionary of the Christian Church）说：“郭维德著述范围广泛、风格各异，常具有高超的学术性、极高的逻辑性、非凡的原创性，并完全忠于圣经的启示。”潘汤极其敬重郭维德的职事，其所办的《晨光报》每一期都刊载郭维德的圣经注释。他说：“我平生从未见哪位作家如此通晓神的话，并能以如此朴素的话语将其阐明。”受潘汤影响的和受恩，将郭维德的著作介绍给倪柝声，以至郭维德关于国度奖赏的教训至今在华语基督徒中仍广为流传。

## 著作
郭维德以卓越的推理和分析能力著称。在五十多年的事奉中，他以圣经经文为依据，不断借着布道和写作教导、警示与他同时代的人，现存著作三十九部，以及大量的期刊文章和手稿。他的教导始于神恩典的福音，即借着信耶稣基督而得永远生命的白白恩赐；接著论证神国度的福音，即基督徒得救后该有的生活和应尽的责任，以及将来在基督审判台前的奖赏与惩罚。其第一本正式论及国度奖赏的著作，为1853年的《进国度之路》（Entrance into the Kingdom）；该书被当代学者认为可能是史上首部深入论及千年国与信徒生活之关系的著作。
其著作已译成中文的有《进国度之路》、《按行为的赏罚》（Reward According to Works）、《神未来的国》（The Kingdom of God Future）、《神圣真理的两面性》（The Two-Foldness of Divine Truth）、《以扫的选择》（Esau's Choice）和《种与收》（Sowing and Reaping）。